# BMW напрокат
«BMW» (англ. The Hire) — серия фильмов из девяти короткометражных и одного сюжетного, снятых известными режиссёрами с участием популярных актёров. Изначально была заказана компанией BMW в рекламных целях, однако впоследствии франшиза стала известна. Распространялась в интернете с 2001 по 2016 год. В 2002 году серия была удостоена специального приза на Каннском кинофестивале.
Франшиза имеет общий сюжет лишь с загадочным водителем. Его биография не раскрывается, однако судя по всему он работает таксистом. Каждый фильм франшизы представляет короткий эпизод, в котором Водитель (в главной роли — Клайв Оуэн) перевозя пассажира выполняет какое-то его задание, используя при этом машины марки BMW (он меняет их в основном из-за того, что сами машины подвергаются серьёзным повреждениям от нападений).

## Описание и сюжет
Проект «The Hire» (с англ. — «Наём») — является одним из самых ярких и наиболее типичных примеров создания брендированного контента.
Жизнь водителя престижного авто только с виду кажется успешной. На самом деле к дорогостоящему железу, которым он управляет, быстро привыкает и относится к нему лишь как к железу, потому что пассажиры его BMW стоят в тысячи раз больше.

### Первый сезон

#### «Ambush»
- Перевод названия: «Засада»
- Год: 2001
- Режиссёр: Джон Франкенхаймер
- Продюсер: Дэвид Финчер
- В ролях: Клайв Оуэн, Томас Милиан, Франклин Дэннис Джонс
- Автомобиль: BMW 740iL (E38)

Ночь. Пустая дорога. На заднем сиденье BMW главного героя сидит клиент — маленький человечек в очках. Внезапно машину догоняет чёрный грузовик, из окна которого появляется человек в маске и требует остановить машину. Водитель давит на газ…

#### «Chosen»
- Перевод названия: «Избранник»
- Год: 2001
- Режиссёр: Энг Ли
- Продюсер: Дэвид Финчер
- В ролях: Клайв Оуэн, Мэйсон Ли, Джейми Харрис, Джэфф Дженсен
- Автомобиль: BMW 5-series (E39)

Ночь. Порт. Пристань. К пирсу причаливает корабль. Клиент водителя — маленький мальчик, азиат, по видимому, весьма именитая персона. Мальчик садится в машину, но далеко уехать не удается…

#### «The follow»
- Перевод названия: «Слежка»
- Год: 2001
- Режиссёр: Вонг Карвай
- Продюсер: Дэвид Финчер
- В ролях: Клайв Оуэн, Микки Рурк, Адриана Лима, Форест Уитакер
- Автомобиль: BMW 3 series (E46), BMW Z3

Известный деятель шоу-бизнеса нанимает водителя для слежки за своей женой. Музыкальное сопровождение — композиция Cecilia Noel «Unicornio».

#### «Star»
- Перевод названия: «Звезда»
- Год: 2001
- Режиссёр: Гай Ричи
- В ролях: Клайв Оуэн, Мадонна
- Автомобиль: BMW M5 (E39)

К водителю в машину садится… сама Мадонна.

#### «Powder Keg»
- Перевод названия: «Пороховая бочка»
- Год: 2001
- Режиссёр: Алехандро Гонсалес Иньярриту
- Продюсер: Дэвид Финчер
- В ролях: Клайв Оуэн, Стеллан Скарсгард, Лоис Смит
- Автомобиль: BMW X5 (E53)

Водитель вывозит из «горячей точки» военного фоторепортера, сделавшего сенсационные снимки.

### Второй сезон

#### «Hostage»
- Перевод названия: «Заложница»
- Год: 2002
- Режиссёр: Джон Ву
- Продюсер: Тони Скотт
- В ролях: Клайв Оуэн, Мори Чайкин, Кэтрин Моррис, Дариус Маккрэри[англ.]
- Автомобиль: BMW Z4 3.0i

Водитель привозит выкуп человеку, взявшему в заложники свою бывшую любовницу.

#### «Beat the Devil»
- Перевод названия: «Обогнать дьявола»
- Год: 2002
- Режиссёр: Тони Скотт
- Продюсер: Ридли Скотт,Тони Скотт
- В ролях: Клайв Оуэн, Гэри Олдмен, Джеймс Браун, Мэрилин Мэнсон, Дэнни Трехо
- Автомобиль: BMW Z4 3.0i

Водитель привозит самого Джеймса Брауна к Дьяволу, с которым певец много лет назад заключил контракт.

#### «Ticker»
- Перевод названия: «Отсчёт»
- Год: 2002
- Режиссёр: Джо Карнахан
- Композитор: Клинт Мэнселл
- В ролях: Клайв Оуэн, Дон Чиддл, Ф. Мюррей Абрахам
  - Камео (агенты): Рэй Лиотта, Роберт Патрик, Клифтон Пауелл и Деннис Хэйсберт
- Автомобиль: BMW Z4 3.0i

По безлюдной горной дороге мчится BMW. Над ним висит вертолет, внутри которого сидит стрелок, периодически поливающий машину очередями из ручного пулемета.

#### «Who Killed the Idea?»
В оригинале этот фильм не входит в франшизу.
- Перевод названия: «Кто убил идею»
- Год: 2003
- Режиссёр: Хэрманн Васке
- В ролях: Харви Кейтель, Деби Мейзар, Надя Ауэрман

Одним поздним вечером в офис скучающему частному детективу заявляется эффектная дама и предлагает заняться сомнительным делом… В результате их совместного предприятия детектив остается один посреди пустынной местности.

### Третий сезон

#### The Escape
- Перевод названия: «Побег»
- Год: 2016
- Режиссёр: Нил Бломкамп
- В ролях: Клайв Оуэн, Джон Бернтал, Дакота Фэннинг, Вера Фармига
- Автомобиль: BMW 5 Series (G30)

ФБР готовится штурмовать лабораторию, уличенную в незаконном клонировании людей. С помощью Водителя наёмник Холт планирует вывезти выжившего клона Лилию («Пятую») к неизвестному покупателю. По дороге Водитель становится недоволен жестоким отношением наёмника к девушке-клону и, отобрав пистолет, высаживает Холта. Наёмник преследует Водителя на вертолёте и с помощью снайперской винтовки пытается остановить машину, но в конце концов Водитель успешно скрывается, оставляя Холта в окружении оперативников ФБР. Водитель привозит Лилию в точку назначения, где девушка рассказывает, что были ещё три клона под именами Тюльпан, Роза и Нарцисс, но теперь их не стало. Неизвестным покупателем оказывается доктор Нора Филлипс, создатель клонов, которая берёт девушку-клона под свою опеку и уплывает вместе с ней. Водитель уезжает из доков.

### Сюжетные фильмы
Также были сняты четыре короткометражных фильма, названных «сюжетными фильмами» (англ. The Subplot Films), оператор и режиссёр — Бен Юнгер. Фильмы сняты в реалистичной манере, на любительскую камеру. Короткометражки сняты для того, чтобы сюжетно заполнить пробелы между фильмами основной серии, но не имеют с ними прямой связи. В роликах содержатся ключи, которые привели фанатов на вечеринку в Лас-Вегасе.

#### Игра в альтернативной реальности
Три номера телефона и один e-mail, которые содержались в «сюжетных фильмах», после выхода фильмов привели игроков на сайты, где, разгадав несколько головоломок, можно было получить шанс выиграть автомобиль BMW Z4 из фильма «Hostage». Главный приз выиграла пара из города Беллингхэм, штат Вашингтон.

## Влияние
После успеха «BMW» несколько автомобильных компаний также сняли короткометражные фильмы для рекламы своей продукции. Компания Nissan выпустила фильм «The Run» как брендированный контент машины Nissan 350Z.